# OECD-Skala
Die OECD-Skala (benannt nach ihrem Urheber, der Organisation for Economic Co-operation and Development) ist ein Gewichtungsfaktor zur internationalen und regionalen Vergleichbarkeit von Einkommensberechnungen.

## Verwendung
Für die Berechnung des Nettoäquivalenzeinkommens eines Haushalts, zum Beispiel einer Familie, wird die Summe aller Einkünfte nicht durch die Anzahl der Mitglieder, sondern durch eine gewichtete Summe der Mitglieder der Haushaltsgemeinschaft geteilt. Die Gewichtung wurde von der OECD festgelegt. Mithilfe dieser Äquivalenzskala sollen die Lebensstandards unabhängig von der Haushaltsgröße und Zusammensetzung vergleichbar werden. Bemessungsgrundlage ist das gesamte Nettoeinkommen aller Haushaltsmitglieder.
Das Nettoäquivalenzeinkommen wird beispielsweise für die Berechnung der Armutsrisikogrenze herangezogen.

## Gewichtungsfaktoren
Die Gewichte sollen innerhalb des Haushaltes Skaleneffekte abbilden, die durch Fixkosten und gemeinsame Nutzungen des Wohnraums auftreten. So würde eine Wohnung geheizt, unabhängig, ob jemand Alleinstehender oder eine Familie oder Wohngemeinschaft darin leben würde. Auch Mieten oder Steuern nach Wohnfläche bleiben gleich. Dazu kommen geteilte Nutzung von Haushaltsgeräten, Fahrzeugen und Anderem. Solche Annehmlichkeiten, die von der Zahl der Haushaltsmitglieder unabhängig sind oder allen zugutekommen, auf die Mitglieder aufzuteilen, soll unterschiedlich große Haushalte bezüglich des Lebensstandards vergleichbarer machen. Der Ansatz der Gewichtungen weitere Haushaltsmitglieder ist, zu sagen, diese hätten mit weniger Gesamteinkommen einen einem Alleinstehenden vergleichbaren Lebensstandard (Konsumäquivalent gegenüber einem Einpersonenhaushalt).

### Alte OECD-Skala
Nach der alten OECD-Skala (englisch OECD equivalence scale oder Oxford scale) geht der Hauptbezieher des Einkommens mit dem Faktor 1,0 in die Gewichtung ein, alle anderen Mitglieder des Haushaltes im Alter von 15 und mehr Jahren mit 0,7 und alle anderen mit 0,5, also mit 70 % und 50 %.
Diese Skala wurde 1982 das erste Mal verwendet.

### Neue OECD-Skala
Nach der neuen bzw. modifizierten OECD-Skala (OECD-modified scale) geht der Hauptbezieher des Einkommens mit dem Faktor 1,0 in die Gewichtung ein, alle anderen Mitglieder des Haushaltes im Alter von 14 und mehr Jahren mit 0,5 und alle anderen mit 0,3 (50 % und 30 %).
Diese Abwandlung wurde von Haagenars (et al.) 1994 vorgestellt, und wird seit Ende der 90er auch von Eurostat verwendet.

### Quadratwurzel-Skala der OECD
Eine andere Modifikation, die in jüngeren Arbeiten der OECD verwendet wird (2008, 2011), ist eine pauschalere Gewichtung, indem das Einkommen durch die (gerundete) Quadratwurzel der Haushaltsgröße dividiert wird.

### Beispiel
In einer fünfköpfigen Familie erzielen die beiden erwachsenen Partner zusammen 5000 Euro Einkommen, zwei Kinder sind 6 bzw. 8 Jahre alt, ein weiteres 15.
Nach neuer OECD-Skala beträgt die Summe der Gewichtungsfaktoren der Haushaltsmitglieder 2,6 und nach alter OECD-Skala 3,4. Das Äquivalenzeinkommen nach neuer Skala beträgt 5000 EUR / 2,6 = 1923 EUR, nach alter 5000 EUR / 3,4 = 1471 EUR, und nach der neuesten Methode 5000 EUR / 2,2 = 2273 EUR.

### Vergleich der Methoden
| Haushaltsgröße         | Äquivalenzskala        | Äquivalenzskala | Äquivalenzskala | Äquivalenzskala     | Äquivalenzskala         |
| ---------------------- | ---------------------- | --------------- | --------------- | ------------------- | ----------------------- |
| Haushaltsgröße         | Pro-Kopf Einkommen (e) | Alte OECD-Skala | Neue OECD-Skala | Quadratwurzel-Skala | Haushalts-Einkommen (e) |
| 1 Erwachsener          | 1,0                    | 1,0             | 1,0             | 1,0                 | 1,0                     |
| 2 Erwachsene           | 2,0                    | 1,7             | 1,5             | 1,4                 | 1,0                     |
| 2 Erwachsene, 1 Kind   | 3,0                    | 2,2             | 1,8             | 1,7                 | 1,0                     |
| 2 Erwachsene, 2 Kinder | 4,0                    | 2,7             | 2,1             | 2,0                 | 1,0                     |
| 2 Erwachsene, 3 Kinder | 5,0                    | 3,2             | 2,4             | 2,2                 | 1,0                     |
| Elastizität (e)        | 1                      | 0,73            | 0,53            | 0,50                | 0                       |

- Quelle: OECD[1]
- Erwachsene bezeichnet hier Personen über 14 Jahren.

## Kritik
Änderungen der OECD-Skala führen immer auch zu Änderungen der Armutshöhe und der Betroffenheit einzelner Personengruppen. Umstritten ist insbesondere, ob die niedrige Gewichtung von Kindern (Faktor 0,3) realistisch ist. Unterstellt wird dabei, dass Familien mit Kindern nicht nur von den Einspareffekten von Mehrpersonenhaushalten profitieren (wie auch Paare gegenüber Singles), sondern auch gegenüber einem vergleichbaren Erwachsenen weitere 40 Prozent günstiger sind. Nach der alten OECD-Skala waren nicht nur die Einspareffekte von Mehrpersonenhaushalten geringer kalkuliert, sondern auch die von Kindern gegenüber vergleichbaren Erwachsenen (71,4 Prozent statt 60 Prozent).
Die Annahmen der OECD über die geringeren Kosten für Kinder weichen auch von der sozialstaatlichen Praxis ab, wo jedes zusätzliche Kind die kalkulierten Bedarfe ähnlich stark erhöht wie ein zusätzlicher Erwachsener, beim ersten Kind sogar höher.
Auf diese Kritikpunkte reagiert die neueste Modifikation, die das erste Kind höher eingehen lässt, aber in Großfamilien stärker abflacht, weil heute die Stillung der individuellen Grundbedürfnisse (wie Essen) im Haushaltsbudget nurmehr einen vergleichsweise geringen Anteil einnimmt, und in Mehrkindfamilien Mehrfachnutzungen von Alltagsgegenständen (wie Kleidung, Spielwaren, Bildungsmaterialien) viel ausgeprägter ist.